# Ingeniero Barbet
Ingeniero Barbet es una localidad argentina situada en el departamento Sargento Cabral de la provincia del Chaco. Depende administrativamente del municipio de Colonia Elisa, de cuyo centro urbano dista unos 10 km. El río Negro pasa unos 3 kilómetros al oeste.

## Vías de comunicación
La principal vía de comunicación es la provincial 9, que la comunica al sudeste con la Escondida y la ruta nacional 16, y al noroeste con Colonia Elisa y Tres Isletas.

## Población
Cuenta con 277 habitantes (Indec, 2010), lo que representa un incremento del 12,6% frente a los 246 habitantes (Indec, 2001) del censo anterior.
| Gráfica de evolución demográfica de Ingeniero Barbet entre 1991 y 2010 |
|                                                                        |
| Fuente: Censos nacionales del INDEC                                    |